# (La musica dentro) la musica fuori
(La musica dentro) la musica fuori è un singolo del cantante e rapper italiano Random, entrato in rotazione radiofonica il 3 aprile 2021 come terzo estratto dall'album in studio Nuvole.

## Tracce
1. (La musica dentro) la musica fuori – 2:27